# 人民大道 (上海)
人民大道是中华人民共和国上海市黄浦区的一条街道，东西走向。人民大道筑于1950年，西起黄陂北路，东至西藏中路，全长579米。

## 历史
1863年，在现人民广场地区修建了跑马厅，一度成为远东最大。抗日战争期间，被日军占领后成为兵营，战后又作为美军俱乐部。1951年8月27日，上海军政府接管跑马厅。9月7日，开工兴建人民广场，将跑马厅南部改建为人民广场，北部建为人民公园。人民大道位于两者之间，实际上是人民广场的组成部分。1951年初建时为煤屑路，1955年1月通车。1957年，人民大道铺上了花岗石，立24座华表灯柱。后又多次改建。

## 周边建筑物
- 人民大厦（上海市人民政府）
- 上海城市规划展示馆
- 上海大剧院
- 上海博物馆